# Isaak Raboy
Isaak Raboy (* November 1882 in Sawalia auf dem Gebiet des früheren Kongresspolen; † 1944; auch Eisik Raboi, Isaac Raboy) war ein jiddisch-amerikanischer Romanschriftsteller, der zur Gruppe Di Junge gerechnet wird und vor allem mit seiner Erzählung Der jüdische Cowboy in Erinnerung geblieben ist.

## Leben
Geboren in Sawalia, übersiedelte er mit seiner Familie nach Rischkani in Bessarabien, lernte dort die russische Literatur kennen und begann in Russisch, Hebräisch und Jiddisch zu schreiben. 1904 wanderte er in die USA aus, wurde ein Anhänger David Ignatoffs und lernte dort auch David Pinski kennen. In dessen Zeitschrift Der Arbeiter konnte Raboy in der Folge eine Vielzahl seiner Artikel veröffentlichen.
Isaak Raboy begeisterte sich für das Landleben und die Landwirtschaft, besuchte in den Jahren 1908 bis 1910 eine Ackerbauschule und erhielt bald eine Stelle als Farmer in North Dakota, wo er einige Jahre verbrachte. 1913 kehrte er aber enttäuscht nach New York City zurück, versuchte sich als Geschäftsmann und musste schließlich in einer Fabrik arbeiten.
Die ganze Zeit über war er nebenher auch literarisch tätig. Sein erster Roman aus dem jüdischen Leben in der Weite der amerikanischen Natur (Herr Goldenberg) wurde ein großer Erfolg, ebenso die Romane, die er im folgenden Jahrzehnt schrieb.
Einige seiner Erzählungen erschienen auch in der Zukunft und in anderen Zeitschriften, daneben trat er auch als Verfasser einiger Dramen hervor. 1928 wurde er ständiger Mitarbeiter bei der Freiheit und beim Hammer.
Isaak Raboy erweiterte das Feld der jiddischen Literatur um den Typus des jüdischen Landarbeiters, brachte in sie das Motiv der Land- und Freiheitsliebe, der Sehnsucht nach der Natur, insbesondere zur weiten Stille der Prärie.
Sein bekanntester Roman ist das 1942 erschienene Werk Der jidischer cowboy. Raboy schildert darin – vor autobiographischem Hintergrund – das Leben des jüdischen Knechts Isaak auf einer Farm in Norddakota, der glaubt, von seiner christlichen Umgebung akzeptiert zu sein und es sich nicht erklären kann, dass er sich dennoch als Außenseiter fühlt. Schließlich wird er als Jude beschimpft und kehrt enttäuscht wieder in den Osten Amerikas zurück.

## Werke (Auswahl)
Entstehungszeit, Erscheinen bekannt
- Der pass fun'm jam, 1917 (Roman)
- Dus wilde land, 1919 (Roman)
- Bessaraber jiden, 1922 (Roman)
- Stacheldruht, 1925 (Drama)
- Gekimen a jid kin [= nach] amerika, 1926 (Roman)
- Jidische sitten, 1926 (Drama)
- Der jidischer cowboy, 1942 (Roman)

Ohne Jahr bzw. nicht ermittelt
- Eigene erd (Roman)
- Herr Goldenberg (Roman)

Gesamtausgaben
- Gesammelte Werke in drei Bänden, New York 1919–1920